# Zadnia Świstowa Ławka
Zadnia Świstowa Ławka (słow. Veľká Svišťová štrbina) – przełęcz znajdująca się w grani Świstowych Turni (fragmencie Świstowej Grani) w słowackiej części Tatr Wysokich. Jej siodło oddziela Wielką Świstową Turnię od Zadniej Świstowej Turni. Podobnie jak na inne pobliskie obiekty i na nią nie prowadzą żadne znakowane szlaki turystyczne.
Spod Zadniej Świstowej Ławki, w stronę Doliny Świstowej, opada dosyć urwisty żleb. W kierunku doliny Rówienki przełęcz ta opada wysokim urwiskiem skalnym.

## Historia
Pierwsze wejścia turystyczne:
- Alfréd Grósz, 30 sierpnia 1912 r. – letnie,
- Ján Červínka i František Pašta, przy przejściu granią, 6 grudnia 1954 r. – zimowe.